# 10745 Arnstadt
10745 Arnstadt (1989 AK6) là một tiểu hành tinh vành đai chính được phát hiện ngày 11 tháng 1 năm 1989 bởi F. Borngen ở Tautenburg.